# Мекоста (округ)
Шаблон:StateAbbr_ 43°38′ пн. ш. 85°19′ зх. д. / 43.64° пн. ш. 85.32° зх. д.
Округ  Мекоста (англ. Mecosta County) — округ (графство) у штаті Мічиган, США. Ідентифікатор округу 26107.

## Історія
Округ утворений 1840 року.

## Демографія
За даними перепису 
2000 року 
загальне населення округу становило 40553 осіб, зокрема міського населення було 11937, а сільського — 28616.
Серед мешканців округу чоловіків було 20561, а жінок — 19992. В окрузі було 14915 домогосподарств, 9893 родин, які мешкали в 19593 будинках.
Середній розмір родини становив 2,95.
Віковий розподіл населення поданий у таблиці:
| Стать    | До 15 років | 15-21 | 22-29 | 30-39 | 40-49 | 50-65 | 65-85 | Понад 85 |
| -------- | ----------- | ----- | ----- | ----- | ----- | ----- | ----- | -------- |
| Чоловіки | 3856        | 3897  | 2688  | 2235  | 2458  | 3014  | 2252  | 161      |
| Жінки    | 3694        | 3167  | 2143  | 2337  | 2532  | 3193  | 2566  | 360      |

## Суміжні округи
- Осеола — північ
- Ізабелла — схід
- Монткам — південь
- Невейго — захід

## Виноски
1. ↑  U.S. Decennial Census. United States Census Bureau. Архів оригіналу за 19 липня 2018. Процитовано 27 вересня 2014.
2. ↑  Historical Census Browser. University of Virginia Library. Архів оригіналу за 11 серпня 2012. Процитовано 27 вересня 2014.
3. ↑  Population of Counties by Decennial Census: 1900 to 1990. United States Census Bureau. Архів оригіналу за 15 лютого 2015. Процитовано 27 вересня 2014.
4. ↑  Census 2000 PHC-T-4. Ranking Tables for Counties: 1990 and 2000 (PDF). United States Census Bureau. Архів оригіналу (PDF) за 18 грудня 2014. Процитовано 27 вересня 2014.
5. ↑  State & County QuickFacts. United States Census Bureau. Архів оригіналу за 5 липня 2011. Процитовано 28 серпня 2013.(англ.) Наведено за англійською вікіпедією.
6. ↑  American FactFinder. Бюро перепису населення США. Архів оригіналу за 26 лютого 2012. Процитовано 31 січня 2008.

| США | Це незавершена стаття з географії США. Ви можете допомогти проєкту, виправивши або дописавши її. |